# رود هيغينز
رود هيغينز (بالإنجليزية: Rod Higgins)‏ مواليد 31 يناير 1960 في مونرو، هو مدرب كرة سلة أمريكي ولاعب سابق. بدأ مسيرته الاحترافية في سنة 1982. تم اختياره من قبل فريق شيكاغو بولز خلال الدرافت. يبلغ طوله 6 قدم 7 بوصة (2.0 م). اعتزل اللعب في 1994. أحرز خلال مسيرته في الإن بي إيه 7011 نقطة بمعدل 9.0 نقاط في المباراة الواحدة.

## المسيرة الاحترافية
لعب مع شيكاغو بولز من سنة 1982 إلى 1985، ثم لعب مع سياتل سوبرسونيكس في سنة 1985، ثم لعب مع سان أنطونيو سبرز في سنة 1986، ثم لعب مع بروكلين نتس في سنة 1986، ثم لعب مع شيكاغو بولز في سنة 1986، ثم لعب مع غولدن ستايت ووريورز من سنة 1986 إلى 1992، ثم لعب مع سكرامنتو كينغز في موسم 1992–1993، ثم لعب مع أولمبياكوس في سنة 1993.

## روابط خارجية
- رود هيغينز على موقع إن بي أي (الإنجليزية)
- رود هيغينز على موقع سبورتس رفرنس (الإنجليزية)
- رود هيغينز على موقع كلية كرة السلة في سبورتس رفرنس.كوم (الإنجليزية)
- رود هيغينز على موقع ريلجم (الإنجليزية)
- رود هيغينز على موقع بروبوليرز (الإنجليزية)
- رود هيغينز على موقع سبورتس رفرنس (الإنجليزية)